# Folketingsmedlemmer valgt i 1849
Dette er en liste over folketingsmedlemmer valgt i 1849 ved det første folketingsvalg i Danmark 4. december 1849, samt ved de efterfølgende omvalg. Der blev valgt eller kåret 100 medlemmer til Folketinget i 100 enkeltmandsvalgkredse med en valgperiode på 3 år. Desuden blev der i valgperioden afholdt en række omvalg i valgkredse, hvis medlem af Folketinget var afgået ved døden eller havde nedlagt sit mandat. I 1851 blev Folketinget udvidet med et folketingsmedlem valgt på Færøerne, så det samlede antal medlemmer kom op på 101.

## København
| Kreds | Vælgere | Deltagelse | Valgt              | Stemmer          |
| ----- | ------- | ---------- | ------------------ | ---------------- |
| 1.    | 1704    | 600        | Wilkens            | 351              |
| 2.    | 1645    | 600        | Broberg            | 402              |
| 3.    | 1608    |            | Professor Larsen   | Valgt ved kåring |
| 4.    | 1667    | 540        | Rothe              | 269              |
| 5.    | 1716    | 554        | David              | 429              |
| 6.    | 1062    |            | Justitsråd Mourier | Valgt ved kåring |
| 7.    | 1404    |            | Professor Pedersen | Valgt ved kåring |
| 8.    | 1936    | 769        | Lunde              | 514              |
| 9.    | 1347    | 465        | Fenger             | 255              |

## Københavns Amt
| Kreds | Navn           | Folketal | Vælgere | Deltagelse | Valgt                                    | Stemmer          |
| ----- | -------------- | -------- | ------- | ---------- | ---------------------------------------- | ---------------- |
| 1.    | Frederiksberg  | 15899    | 2113    |            | Overauditør C. Hall                      | Valgt ved kåring |
| 2.    | Lyngby         | 14842    | 2185    |            | Kammerråd J.C. Drewsen                   | Valgt ved kåring |
| 3.    | Roskilde       | 15726    | 2506    |            | Indenrigsminister Rosenørn               | Valgt ved kåring |
| 4.    | Køge           | 14591    | 2228    |            | Professor A.F. Krieger                   | Valgt ved kåring |
| 5.    | Blæsenborg Kro | 11895    | 1826    | 757        | Højesteretsadvokat E. Buntzen, København | 582              |

## Frederiksborg Amt
| Kreds | Navn          | Folketal | Vælgere | Deltagelse | Valgt                               | Stemmer          |
| ----- | ------------- | -------- | ------- | ---------- | ----------------------------------- | ---------------- |
| 1.    | Helsingør     | 14420    | 1718    |            | Minister H.N. Clausen               | Valgt ved kåring |
| 2.    | Fredensborg   | 15035    | 2093    | 695        | Kammerråd J. Rasmussen, Lovisenlyst | 418              |
| 3.    | Hillerød      | 15478    | 2125    |            | Overlærer Ostermann                 | Valgt ved kåring |
| 4.    | Frederiksværk | 14751    | 2213    | 499        | Cultusminister Madvig               | 384              |
| 5.    | Frederikssund | 15945    | 2492    |            | Højesteretsadvokat Rotwitt          | Valgt ved kåring |

## Holbæk Amt
| Kreds | Navn          | Folketal | Vælgere | Deltagelse | Valgt                                      | Stemmer          |
| ----- | ------------- | -------- | ------- | ---------- | ------------------------------------------ | ---------------- |
| 1.    | Holbæk        | 15788    | 2291    | 1262       | Prokurator B. Christensen, København       | 886              |
| 2.    | Svinninge Kro | 16527    | 2437    |            | Oberst Tscherning                          | Valgt ved Kåring |
| 3.    | Vedby Kro     | 15810    | 2444    |            | Skolelærer Gleerup                         | Valgt ved kåring |
| 4.    | Kalundborg    | 15625    | 2409    | 994        | Etatsråd, amtsforvalter Povelsen, Roskilde | 730              |
| 5.    | Nykøbing      | 13425    | 2119    | 716        | Møller N. Andresen, Egebjerg               | 619              |

### Omvalg
- Holbæk Amt, 4. kreds (Kalundborg): Povelsen døde 14. april 1850. Ved omvalg 28. maj 1850 valgtes Major C.F.A. Tuxen, København med 299 af 320 stemmer.
- Holbæk Amt, 4. kreds (Kalundborg): Tuxen døde 27. november 1850. Ved et nyt omvalg i 1851 blev Chr. Øllgaard valgt ved kåring og indtrådte i Folketinget 7. januar 1851.[1]
- Holbæk Amt, 5. kreds (Nykøbing): Andresen nedlagde sit mandat 21. april 1851. C.F. Holm blev valgt ved et omvalg og indtrådte i Folketinget 20. juni 1852.[2]

## Sorø Amt
| Kreds | Navn           | Folketal | Vælgere | Deltagelse | Valgt                                 | Stemmer          |
| ----- | -------------- | -------- | ------- | ---------- | ------------------------------------- | ---------------- |
| 1.    | Ringsted       | 14583    | 2240    |            | Etatsråd Spandet                      | Valgt ved kåring |
| 2.    | Sorø           | 15655    | 1982    | 914        | Sagførerfuldmægtig Alberti, København | 611              |
| 3.    | Slagelse       | 14952    | 1952    | 949        | Magister A. Steen, København          | 606              |
| 4.    | Skælskør       | 14317    | 2119    | 830        | Pastor F. Boisen, Skørpinge           | 486              |
| 5.    | Fuglebjerg Kro | 13460    | 1974    |            | Skoleinspektør Frølund                | Valgt ved kåring |

## Præstø Amt
| Kreds | Navn           | Folketal | Vælgere | Deltagelse | Valgt                                | Stemmer          |
| ----- | -------------- | -------- | ------- | ---------- | ------------------------------------ | ---------------- |
| 1.    | Store Heddinge | 14029    | 2080    | 1209       | Artillerkaptajn Hoffmeyer, København | 707              |
| 2.    | Faxe           | 14000    | 2127    |            | Møller Fr. Johannsen                 | Valgt ved kåring |
| 3.    | Næstved        | 14305    | 2139    |            | Parcellist L.A. Hækkerup             | Valgt ved kåring |
| 4.    | Præstø         | 13415    | 2090    | 831        | Pastor N.F.S. Grundtvig, København   | 457              |
| 5.    | Vordingborg    | 12709    | 1955    |            | Arvefæster Chr. Schroll              | Valgt ved kåring |
| 6.    | Stege          | 13607    | 2097    | 1211       | Kandidat Fr. Barfod, København       | 665              |

### Omvalg
- Præstø Amt, 2. kreds (Faxe): Johannsen blev også valgt til Landstinget og nedlagde til folketingsmandat. Ved omvalg 4. februar 1850 valgtes cand.jur. H.E. Schack, København med 677 af 714 stemmer.

## Bornholms Amt
| Kreds | Navn      | Folketal | Vælgere | Deltagelse | Valgt                                   | Stemmer |
| ----- | --------- | -------- | ------- | ---------- | --------------------------------------- | ------- |
| 1.    | Rønne     | 14117    | 2044    | 401        | Kammeråd, toldkasserer Heggelund, Rønne | 267     |
| 2.    | Aakirkeby | 13810    | 2115    | 347        | Ritmester H.M. Kofoed                   | 197     |

### Omvalg
- Bornholms Amt, 1. kreds (Rønnekredsen): Heggelund nedlagde sit mandat i 1851. Findanus Petersen blev valgt ved et omvalgt og tiltrådte som folketingsmedlem 19. september 1851.[1]

## Odense Amt
| Kreds | Navn       | Folketal | Vælgere | Deltagelse | Valgt                                    | Stemmer          |
| ----- | ---------- | -------- | ------- | ---------- | ---------------------------------------- | ---------------- |
| 1.    | Odense     | 15154    | 2089    |            | Justitsminister Bardenfleth              | Valgt ved kåring |
| 2.    | Kerteminde | 15000    | 2228    | 1309       | Gårdmand Chr. Larsen, Dalby              | 965              |
| 3.    | Assens     | 14710    | 2020    | 690        | Postmester Ove Thomsen, Assens           | 396              |
| 4.    | Middelfart | 14671    | 2171    | 808        | Sagførerfuldmægtig E. Damkjær, København | 586              |
| 5.    | Bogense    | 14954    | 2510    |            | Prokurator Fred. Jespersen               | Valgt ved kåring |
| 6.    | Søndersø   | 13834    | 2105    |            | Gårdmand H. Johansen                     | Valgt ved kåring |
| 7.    | Verninge   | 13282    | 1984    | 582        | Brygger C.H. Hansen, Odense              | 298              |

## Svendborg Amt
| Kreds | Navn         | Folketal | Vælgere | Deltagelse | Valgt                           | Stemmer          |
| ----- | ------------ | -------- | ------- | ---------- | ------------------------------- | ---------------- |
| 1.    | Nyborg       | 14146    | 2120    | 1126       | Sognefoged R. Pedersen          | 617              |
| 2.    | Kværndrup    | 12393    | 1941    | 1309       | Gårdfæster J.R. Jacobsen        | Valgt ved kåring |
| 3.    | Svendborg    | 15695    | 2288    | 622        | Premierløjtnant Jagd            | 431              |
| 4.    | Fåborg       | 13422    | 2048    | 958        | Major C.G. Andræ, København     | 565              |
| 5.    | Sønder Broby | 13189    | 2027    | 390        | Gårdfæster K.C. Høier, Tåsinge  | 289              |
| 6.    | Rudkøbing    | 17368    | 2424    | 1213       | Redaktør J.A. Hansen, København | 888              |

## Maribo Amt
| Kreds | Navn         | Folketal | Vælgere | Deltagelse | Valgt                           | Stemmer          |
| ----- | ------------ | -------- | ------- | ---------- | ------------------------------- | ---------------- |
| 1.    | Nakskov      | 17647    | 2664    |            | Pastor J. Wegener, Halsted      | Valgt ved kåring |
| 2.    | Maribo       | 17628    | 2663    | 1124       | Pastor P.U.F. Schiøtt, Askø     | 627              |
| 3.    | Sakskøbing   | 15429    | 2139    | 1068       | Gårdfæster Hans Olesen, Sædinge | 725              |
| 4.    | Nykøbing     | 14050    | 2119    |            | Biskop D.G. Monrad, København   | Valgt ved kåring |
| 5.    | Stubbekøbing | 14265    | 2194    |            | Skolelærer Sidenius             | Valgt ved kåring |

## Ålborg Amt
| Kreds | Navn      | Folketal | Vælgere | Deltagelse | Valgt                                       | Stemmer          |
| ----- | --------- | -------- | ------- | ---------- | ------------------------------------------- | ---------------- |
| 1.    | Sundby    | 13117    | 1853    | 275        | Herredsfoged, overauditør Timm, Nørresundby | 129              |
| 2.    | Ålborg    | 12888    | 1769    | 438        | Møller Ingstrup                             | 221              |
| 3.    | Bælum     | 13441    | 2077    |            | Redaktør Bernhard Rée                       | Valgt ved kåring |
| 4.    | Brorstrup | 13412    | 2173    | 208        | Pastor J.F. Jørgensen, Kongens Thisted      | 100              |
| 5.    | Nibe      | 12906    | 2042    |            | Pastor F.A. Hansen, Øster Hornum            | Valgt ved kåring |

### Omvalg
- Ålborg Amt, 2. valgkreds (Ålborgkredsen): Ingstrup nedlagde sit mandat pr. 14. august 1851.[2] F.F. Tillisch vandt omvalget og tiltråte Folketinget 17. september 1851.[1]
- Ålborg Amt, 4. valgkreds (Brorstrupkredsen): Jørgensen nedlagde sit mandat 29. oktober 1851. Gårdejer P. Christiansen vandt omvalget og tiltrådte Folketinget 22. december 1851.[2]

## Hjørring Amt
| Kreds | Navn                           | Folketal | Vælgere | Deltagelse | Valgt                                        | Stemmer |
| ----- | ------------------------------ | -------- | ------- | ---------- | -------------------------------------------- | ------- |
| 1.    | Frederikshavn                  | 13521    | 1890    | 682        | Pastor P. Neergaard, Ugilt                   | 444     |
| 2.    | Sæby                           | 15095    | 2060    | 514        | Skolelærer R. Sørensen, Uldum ved Vejle      | 324     |
| 3.    | Hjørring                       | 14958    | 2202    | 609        | Proprietær Simonsen, Ågåard i Sejlstrup Sogn | 384     |
| 4.    | Vrejlev                        | 15954    | 2244    | 908        | Skolelærer Grønborg, Vester Brønderslev      | 465     |
| 5.    | Halvrimmen Skole i Brovst Sogn | 12044    | 1831    | 465        | Gårdejer L. Jensen, Tranum i Brovst Sogn     | 256     |

## Thisted Amt
| Kreds | Navn                     | Folketal | Vælgere | Deltagelse | Valgt                       | Stemmer          |
| ----- | ------------------------ | -------- | ------- | ---------- | --------------------------- | ---------------- |
| 1.    | Bjergets Kro i Lild Sogn | 12072    | 1881    | 251        | Pastor N. Gottlob, Tømmerby | 154              |
| 2.    | Thisted                  | 12509    | 1912    |            | Vejinspektør C. Lykke       | Valgt ved kåring |
| 3.    | Vestervig                | 11985    | 1797    |            | Kammerråd C.A. Hansen       | Valgt ved kåring |
| 4.    | Nykøbing på Mors         | 12166    | 1747    | 669        | Sognefoged J. Knudsen       | 392              |

### Omvalg
- Thisted Amts 1. valgkreds (Bjergets Kro): Gottlob nedlagde sit mandat 19. august 1851. H.P. Badstue blev valgt ved omvalget og indtrådte i Folketinget 29. september 1851.[2]

## Viborg Amt
| Kreds | Navn                      | Folketal | Vælgere | Deltagelse | Valgt                                         | Stemmer          |
| ----- | ------------------------- | -------- | ------- | ---------- | --------------------------------------------- | ---------------- |
| 1.    | Skive                     | 5072     | 2208    | 1058       | Gårdmand B. Nørgaard, Krejbjerg               | 621              |
| 2.    | Viborg                    | 9805     | 1441    |            | Landsoverretsassessor Bregendahl, Viborg      | Valgt ved kåring |
| 3.    | Levring                   | 12918    | 2021    |            | Sognefoged Christen Jensen                    | Valgt ved kåring |
| 4.    | Sønder Vinge i Langå Sogn | 12359    | 1895    | 429        | Birkedommer Kampmann, Frijsenborg og Favrskov | 250              |
| 5.    | Løvel i Rødding Sogn      | 12095    | 1914    |            | Landsoverretsassessor W. Ussing, Viborg       | Valgt ved kåring |

### Omvalg
- Viborg Amt, 1. kreds (Skive): Da valghandlingen var blevet standset på den oprindelige valgdag, afholdtes omvalg 3. januar 1850. Gårdmand B. Nørgaard, Krejbjerg vandt med 723 af 866 stemmer.

## Århus Amt
| Kreds | Navn                     | Folketal | Vælgere | Deltagelse | Valgt                                      | Stemmer          |
| ----- | ------------------------ | -------- | ------- | ---------- | ------------------------------------------ | ---------------- |
| 1.    | Odder                    | 13935    | 2157    |            | Magister G. Winther, København             | Valgt ved kåring |
| 2.    | Århus                    | 13585    | 2068    |            | Cancelliråd, bankkasserer Otterstrøm       | Valgt ved kåring |
| 3.    | Skjoldelev i Lading Sogn | 15622    | 2085    | 289        | Gårdejer J. Blach, Tostrup i Galten Herred | 238              |

## Skanderborg Amt
| Kreds | Navn                  | Folketal | Vælgere | Deltagelse | Valgt                                           | Stemmer          |
| ----- | --------------------- | -------- | ------- | ---------- | ----------------------------------------------- | ---------------- |
| 1.    | Horsens               | 16530    | 2463    |            | Hospitalsforstander Hjerrild                    | Valgt ved kåring |
| 2.    | Skanderborg           | 15871    | 2441    |            | Fabriksejer M. Drewsen                          | Valgt ved kåring |
| 3.    | Brædstrup i Ring Sogn | 16634    | 2524    | 463        | Gårdejer Laurids Skau, Houst Sogn ved Haderslev | 390              |

## Randers Amt
| Kreds | Navn     | Folketal | Vælgere | Deltagelse | Valgt                             | Stemmer          |
| ----- | -------- | -------- | ------- | ---------- | --------------------------------- | ---------------- |
| 1.    | Mariager | 14152    | 2102    | 919        | Cand.theol. Rovsing, København    | 723              |
| 2.    | Randers  | 15119    | 2189    |            | Overlærer Linnemann               | Valgt ved kåring |
| 3.    | Hørning  | 16242    | 2452    | 450        | Gårdfæster J. Christensen, Voldum | 262              |
| 4.    | Grenå    | 13110    | 2051    |            | Pastor P.C. la Cour               | Valgt ved kåring |
| 5.    | Ebeltoft | 13737    | 2160    |            | Overlærer L. Oppermann, Århus     | Valgt ved kåring |

### Omvalg
- Randers Amts 2. valgkreds (Randerskredsen): Linnemann nedlagde sit 7. august 1851 da han blev udnævnt til sognepræst.[1] Herredsfoged L.T. Ammitzbøll blev valgt ved kåring ved omvalget 23. september 1851.[2]

## Vejle Amt
| Kreds | Navn       | Folketal | Vælgere | Deltagelse | Valgt                                         | Stemmer |
| ----- | ---------- | -------- | ------- | ---------- | --------------------------------------------- | ------- |
| 1.    | Fredericia | 13603    | 2037    | 589        | Borgerrepræsentant Ottesen                    | 379     |
| 2.    | Kolding    | 13603    | 2037    | 589        | Pastor Marckmann                              | 379     |
| 3.    | Vejle      | 15309    | 2240    | 227        | Overauditør, herredsfoged Stockfleth          | 213     |
| 4.    | Give       | 12858    | 1897    | 189        | Gårdmand A. Hermansen, Sandvad i Hvejsel Sogn | 77      |
| 5.    | Bjerre     | 14871    | 2161    | 175        | Herredsfoged, justitsråd With                 | 139     |

### Omvalg
- Vejle Amt, 3. valgkreds (Vejle): Stockfleth nedlagde sit mandat 20. august 1851. Orla Lehmann vandt omvalget og indtrådte i Folketinget 22. september 1851.[1]

## Ringkøbing Amt
| Kreds | Navn       | Folketal | Vælgere | Deltagelse | Valgt                                     | Stemmer          |
| ----- | ---------- | -------- | ------- | ---------- | ----------------------------------------- | ---------------- |
| 1.    | Ringkøbing | 12569    | 1849    |            | Pastor V. Schøler, Staby                  | Valgt ved kåring |
| 2.    | Lemvig     | 12165    | 1728    |            | Proprietær Boserup                        | Valgt ved kåring |
| 3.    | Holstebro  | 14632    | 2225    | 728        | Pastor A.K. Damgaard, Borbjerg            | 533              |
| 4.    | Herning    | 10514    | 1559    | 345        | Gårdmand P. Knudsen, Snistrup i Ørre Sogn | 249              |
| 5.    | Skjern     | 10758    | 1810    | 407        | Gårdejer J. Clausager                     | 243              |

## Ribe Amt
| Kreds | Navn                        | Folketal | Vælgere | Deltagelse | Valgt                             | Stemmer          |
| ----- | --------------------------- | -------- | ------- | ---------- | --------------------------------- | ---------------- |
| 1.    | Varde                       | 12586    | 2041    | 503        | Amtsforvalter kammerråd L. Hansen | 248              |
| 2.    | Hjerting                    | 12134    | 1955    |            | Dr. C.M. Poulsen                  | Valgt ved kåring |
| 3.    | Ribe                        | 12800    | 1872    |            | Finansminister grev Sponneck      | Valgt ved kåring |
| 4.    | Stevnvanggård i Brørup Sogn | 12744    | 1950    |            | Pastor Fuglede, Vejen             | Valgt ved kåring |
| 5.    | Bredebro i Brede Sogn       | 12069    | 1680    |            | Pastor C.F. Gram, København       | Valgt ved kåring |

## Færøerne
Det første folketingsvalg på Færøerne fandt sted 1. juli 1851. Exam.juris N. Winther vandt med 429 ud af 969 stemmer.